# 李柱明
李柱明（16世紀—17世紀），字公贊，號象山，雲南臨安府阿迷州人，明朝政治人物。

## 生平
李柱明有節操名聲，萬曆四十年（1612年）中舉人，天啟二年（1622年）成進士，獲授南京戶部主事，轉為北京戶部雲南司主事，管北新仓，負責京倉度支領取。五年因指使仓役梁逢恩盗卖仓粮，被东厂缉获，下诏狱，判死刑，后遇赦侨寓江南金陵昇西门左。普名聲賄賂魏忠賢受官，因他拒絕給印而罷官，對方憤而燒毀他的家；此後他赤身僑寓南京灌畦西門外，淡泊地粗食草居。山東左布政孫肇興是他的同年朋友，前來探望他時被冷落，李柱明說：「你在找李柱明吧，我不是。」不再出仕。